# Granthi

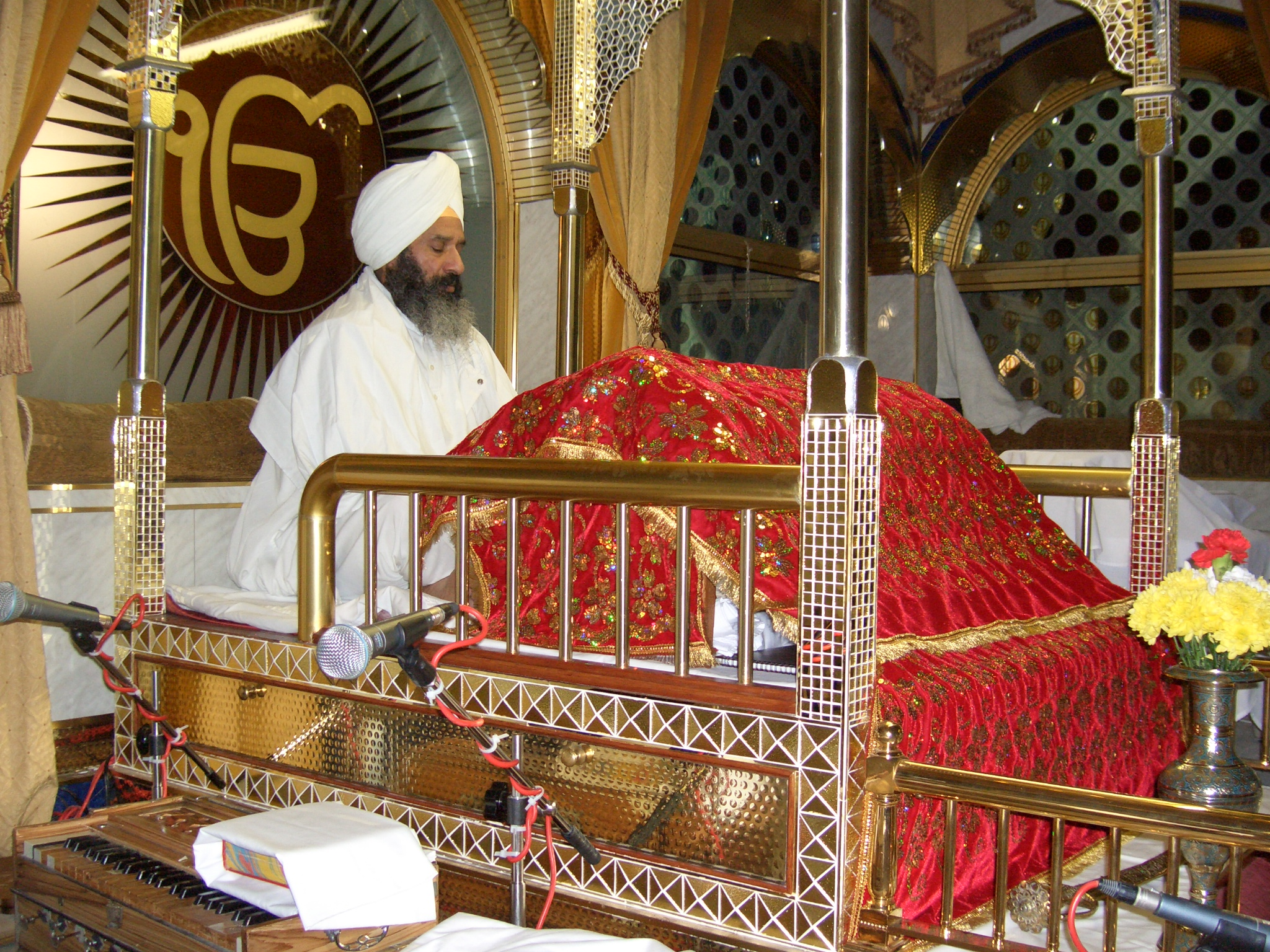
Um Granthi recitando o texto do Guru Granth Sahib.

Um Granthi (em panjabi:  ਗ੍ਰੰਥੀ, ˈɡɾənt̪ʰi) é uma pessoa, de qualquer gênero, da religião sique que exerce a função de leitor cerimonial do Sri Guru Granth Sahib, que é o livro sagrado do siquismo, frequentemente recitado aos devotos que frequentam os templos da religião, denominados gurudwaras. O nome Granthi vem do sânscrito granthika, que significa "relator" ou "narrador". Qualquer indivíduo sique indicado para a posição de Granthi é considerado como o principal oficial religioso sique. Ainda que seu ofício religioso seja considerado no siquismo, não se pode considerar que a função seja equivalente à de um sacerdote, em função da crença de que não haja tais intermediários religiosos.

## Qualificações
Para a indicação a granthi, é necessária a dedicação à religião sique, tornando-se um sique que seja membro da Khalsa. A participação na Khalsa é a aceitação da disciplina física e espiritual descrita no Sikh Reht Maryada através de uma cerimônia religiosa realizada no gurudwara e denominada Amrit Sanchar. Esta cerimônia é aprovada e conduzida pelos Panj Pyare, que têm eles mesmos compromisso e dedicação com a religião ao pertencer à Khalsa. Num total de cinco membros, os Panj Pyare são selecionados pela congregação denominada sangat.
Outras importantes qualificações são a capacidade de leitura das escrituras sagradas do Guru Granth Sahib, a função e a tarefa principal de um granthi no gurudwara. Um granthi deve ser capaz de interpretar os hinos sagrados presentes no corpo do texto do Guru Granth Sahib, referidos como Gurbani e deve ser capaz de discursar e fazer sermões com fluência à congregação no gurudwara. Por fim, há também as exigências de realizar as tarefas necessárias ao cuidado e à manutenção do Guru Granth Sahib no dia a dia e durante as cerimônias, à medida que este é considerado o "guru vivo" num gurudwara pelos siques em todo o mundo.
Um Granthi deve passar alguns anos como assistente de um granthi qualificado e bem-reputado, que será seu mentor e passará seus conhecimentos na realização dos aspectos cerimoniais e das tarefas. Os granthis assistentes devem ter habilidade para tocar tabla, um instrumento musical que consiste num par de tambores usados para a música clássica indiana. Esta é uma necessidade em função de eles terem de se juntar ao granthi principal durante o Gurmat Kirtan, que é a recitação de versos do  Sri Guru Granth Sahib nas ragas , taalas e nas trilhas musicais presentes nas escrituras, consideradas o aspecto mais importante de uma oração em congregação.
Espera-se que um granthi assistente receba a orientação de um mentor por ao menos três anos, de modo a aprender todos os procedimentos cerimoniais e a construção de um conhecimento e habilidade sólidos para poderem chefiar as atividades devocionais num gurudwara como granthis que podem recitar versos em congregações (sangats) de médio e grande porte.